# Šuto Orizari
Šuto Orizari (Macedonisch: Шуто Оризари) is een gemeente in Noord-Macedonië en maakt deel uit van het hoofdstedelijk gebied Groot Skopje.
Šuto Orizari telt 20.800 inwoners (2002). De oppervlakte bedraagt 7,48 km², de bevolkingsdichtheid is 2780,7 inwoners per km².
Het is de enige gemeente in het land waar de Roma een meerderheid van de bevolking uitmaken. De vlag en het wapen van de gemeente zijn geïnspireerd op de vlag van de Roma.

## Bevolking
Bij de volkstelling leefden er 22.017 personen in deze gemeente. 13.342 (60,6%) daarvan waren Roma. Verder waren er Albanezen (2012 of 9,1%) en Macedoniërs (1200 of 5,5%) in de gemeente. Tijdens de Kosovo-oorlog vonden vele Romavluchtelingen hier hun onderdak. De mensen van Šuto Orizari zijn religieus verdeeld. De meerderheid belijdt het orthodox christendom of de islam.